# İkizkuyu, Oğuzeli
İkizkuyu là một xã thuộc huyện Oğuzeli, tỉnh Gaziantep, Thổ Nhĩ Kỳ. Dân số thời điểm năm 2011 là 63 người.